# Rokitno (powiat Międzyrzecki)
Rokitno is een plaats in het Poolse district  Międzyrzecki, woiwodschap Lubusz. De plaats maakt deel uit van de gemeente Przytoczna en telt 470 inwoners.